# (220) Stephania
(220) Stephania – planetoida z pasa głównego asteroid okrążająca Słońce w ciągu 3 lat i 219 dni w średniej odległości 2,35 j.a. Została odkryta 19 maja 1881 roku w Wiedniu przez Johanna Palisę. Była to pierwsza z asteroid odkrytych przez Palisę w Obserwatorium Uniwersyteckim w Wiedniu. Nazwa planetoidy pochodzi od Stefanii Klotyldy Koburg.